# Frank Mason III
Frank Leo Mason III (nascido em 3 de abril de 1994) é um jogador profissional de basquete do Milwaukee Bucks da National Basketball Association (NBA), em um contrato de mão dupla com o Wisconsin Herd da NBA G League.
Ele jogou basquete universitário na Universidade do Kansas, onde foi nomeado Jogador Nacional do Ano por todos os principais prêmios nacionais na temporada de 2016-17, e foi selecionado pelo Sacramento Kings como a 34ª escolha geral no Draft da NBA de 2017. 

## Primeiros anos
Mason cresceu em Petersburg, Virgínia e estudou na Petersburg High School. Ele marcou 1.901 pontos em seus quatro anos em Petersburg, que é o segundo maior número de pontos na história da escola, atrás de Moses Malone.
Mason havia assinado originalmente para frequentar a Universidade Towson em Towson, Maryland, durante o último ano, mas perdeu a elegibilidade após ter falhado em uma aula no governo. Ele frequentou a Academia Militar Massanutten em Woodstock, Virgínia, para compensar a reprovação no governo. Depois de ser descoberto no circuito Amateur Athletic Union pelo técnico assistente do Kansas, Kurtis Townsend, Mason recebeu uma bolsa da Universidade do Kansas.

## Carreira na faculdade
Em seu segundo ano em Kansas, ele foi eleito para a Segunda-Equipe da Big-12. Ele teve uma média de 12,6 pontos, 3,9 rebotes e 3,9 assistências nesse ano, um aumento dos 5,5 pontos, 1,3 rebotes e 2,1 assistências que ele obteve em média como calouro.
Em sua terceira temporada, Mason teve uma média de 12,9 pontos, 4.3 rebotes e 4,6 assistências e foi nomeado para a Equipe Defensiva da Big 12.
Durante sua última temporada, Mason assumiu um papel de liderança en Kansas, tornando-se o primeiro jogador na história da Big 12 a obter uma média de 20 pontos e 5 assistências durante a temporada regular. Sua temporada regular culminou em receber vários prêmios. Ele foi escolhido por unanimidade como o Jogador do Ano da Big 12 depois de ter médias de 20,5 pontos e 5,1 assistências na temporada regular. Ele recebeu vários prêmios de jogador do ano, incluindo o Jogador do Ano da AP, Jogador do Ano do Sporting News, Jogador do Ano do USA Today, Prêmio Oscar Robertson, Prêmio Naismith, e Jogador do Ano da NABC.

## Carreira profissional

### Sacramento Kings (2017–2019)
Mason foi selecionado pelo Sacramento Kings como a 34ª escolha geral no Draft da NBA de 2017. Ele jogou na Summer League da NBA para o Kings, onde registrou 24 pontos, 6 assistências, 5 rebotes e 2 roubadas de bola em 24 minutos contra o Los Angeles Lakers em 10 de julho de 2017.
Na temporada de 2017-18, Mason jogou em 52 jogos e teve uma média de 7,9 pontos, 2,5 rebotes e 2,8 assistências em 18.9 minutos.
Na temporada seguinte, ele jogou em 38 jogos e teve uma média de 5.1 pontos, 1.1 rebotes e 2.2 assistências em 11.4 minutos.
Mason foi dispensado pelos Kings em 4 de julho de 2019. 

### Milwaukee Bucks / Wisconsin Herd (2019 – Presente)
Mason assinou um contrato de mão dupla com o Milwaukee Bucks em 26 de julho de 2019. No acordo, ele dividirá o tempo entre os Bucks e seu afiliado da G League, o Wisconsin Herd.
Na G-League, ele marcou 44 pontos em uma vitória sobre o Grand Rapids Drive em 19 de fevereiro de 2020.

## Carreira na seleção
Mason e o Kansas Jayhawks competiram em nome dos Estados Unidos nos Jogos Universitários Mundiais de 2015.
Ele marcou 18 pontos na vitória sobre a Alemanha que garantiu a da medalha de ouro. Ele recebeu o prêmio de MVP das Finais.

## Vida pessoal
Seu pai é Frank Mason Jr. e sua mãe é Sharon Harrison. Ele tem 7 irmãos e irmãs.
Ele cresceu no projeto habitacional de Pin Oak Estates, localizado em Petersburg, Virginia, onde desenvolveu seu jogo e ganhou o apelido de "The Phenom" pelos espectadores locais.
Mason tem um filho chamado Amari.  

## Estatísticas

### NBA

#### Temporada regular
| Ano      | Equipe     | PJ | MPJ  | AP   | 3P   | LL   | RT  | AS  | BR | TO | PPJ |
| -------- | ---------- | -- | ---- | ---- | ---- | ---- | --- | --- | -- | -- | --- |
| 2017–18  | Sacramento | 52 | 18.9 | .379 | .360 | .817 | 2.5 | 2.8 | .7 | .2 | 7.9 |
| 2018–19  | Sacramento | 38 | 11.4 | .420 | .219 | .684 | 1.1 | 2.2 | .4 | .1 | 5.1 |
| Carreira | Carreira   | 90 | 15.8 | .392 | .300 | .773 | 1.9 | 2.6 | .6 | .2 | 6.8 |

### Universitário
| Ano      | Equipe   | PJ  | MPJ  | AP   | 3P   | LL   | RT  | AS  | BR  | TO | PPJ  |
| -------- | -------- | --- | ---- | ---- | ---- | ---- | --- | --- | --- | -- | ---- |
| 2013–14  | Kansas   | 35  | 16.1 | .417 | .327 | .662 | 1.3 | 2.1 | .5  | .0 | 5.5  |
| 2014–15  | Kansas   | 36  | 33.5 | .441 | .429 | .786 | 3.9 | 3.9 | 1.4 | .1 | 12.6 |
| 2015–16  | Kansas   | 38  | 33.5 | .434 | .381 | .739 | 4.3 | 4.6 | 1.3 | .1 | 12.9 |
| 2016–17  | Kansas   | 36  | 36.1 | .490 | .471 | .794 | 4.2 | 5.2 | 1.3 | .1 | 20.9 |
| Carreira | Carreira | 145 | 30.0 | .454 | .420 | .761 | 3.4 | 4.0 | 1.1 | .1 | 13.0 |

Fonte: